# Pseudoleptomesochrella bisetosa
Pseudoleptomesochrella bisetosa är en kräftdjursart som beskrevs av Lindgren 1975. Pseudoleptomesochrella bisetosa ingår i släktet Pseudoleptomesochrella och familjen Ameiridae. Inga underarter finns listade i Catalogue of Life.